# Godziesze Wielkie (gmina)
Pour la localité, voir Godziesze Wielkie.
Godziesze Wielkie est une gmina rurale du powiat de Kalisz, Grande-Pologne, dans le centre-ouest de la Pologne. Son siège est le village de Godziesze Wielkie, qui se situe environ 14 km au sud-est de Kalisz et 121 km au sud-est de la capitale régionale Poznań.
La gmina couvre une superficie de 105,07 km2 pour une population de 8 385 habitants.

## Géographie
La gmina inclut les villages de Bałdoń, Biała, Borek, Godziesze Małe, Godziesze Wielkie, Godzieszki, Józefów, Kakawa-Kolonia, Kąpie, Końska Wieś, Kopie, Krzemionka, Nowa Kakawa, Rafałów, Saczyn, Skrzatki, Stara Kakawa, Stobno, Stobno Siódme, Takomyśle, Wola Droszewska, Wolica, Zadowice, Zajączki Bankowe et Żydów.
La gmina borde la ville de Kalisz et les gminy de Brzeziny, Nowe Skalmierzyce, Opatówek, Sieroszewice et Szczytniki.